# Claire Forlani
Claire Antonia Forlani (* 1. července 1972 Londýn) je britská herečka.
Jejími rodiči jsou Barbara née Dickinsonová a Pier Luigi Forlani, italský hudební manažer. Od jedenácti let studovala šest roků na umělecké škole Arts Educational Schools v Londýně, obor herectví a tanec. V roce 1993 se s rodiči přestěhovala do San Francisca, kde se začala věnovat filmu. Jejím prvním filmem byl J.F.K.: Reckless Youth z téhož roku. Později hrála v řadě dalších filmů, mezi které patří Policejní akademie 7: Moskevská mise (1994), Flákači (1995), Basquiat (1996), Seznamte se, Joe Black (1998) nebo Hooligans (2005). Od roku 2007 je jejím manželem skotský herec Dougray Scott.